# Las Tunas (provincie)
Las Tunas is een van de vijftien provincies van Cuba, gelegen in de oostelijke helft van het eiland Cuba. De hoofdstad is de gelijknamige gemeente.
De provincie bestrijkt een oppervlakte van 6600 km² en heeft 537.000 inwoners (2015).

## Gemeenten
De provincie bestaat uit acht gemeenten (afwijkende hoofdplaatsen tussen haakjes):

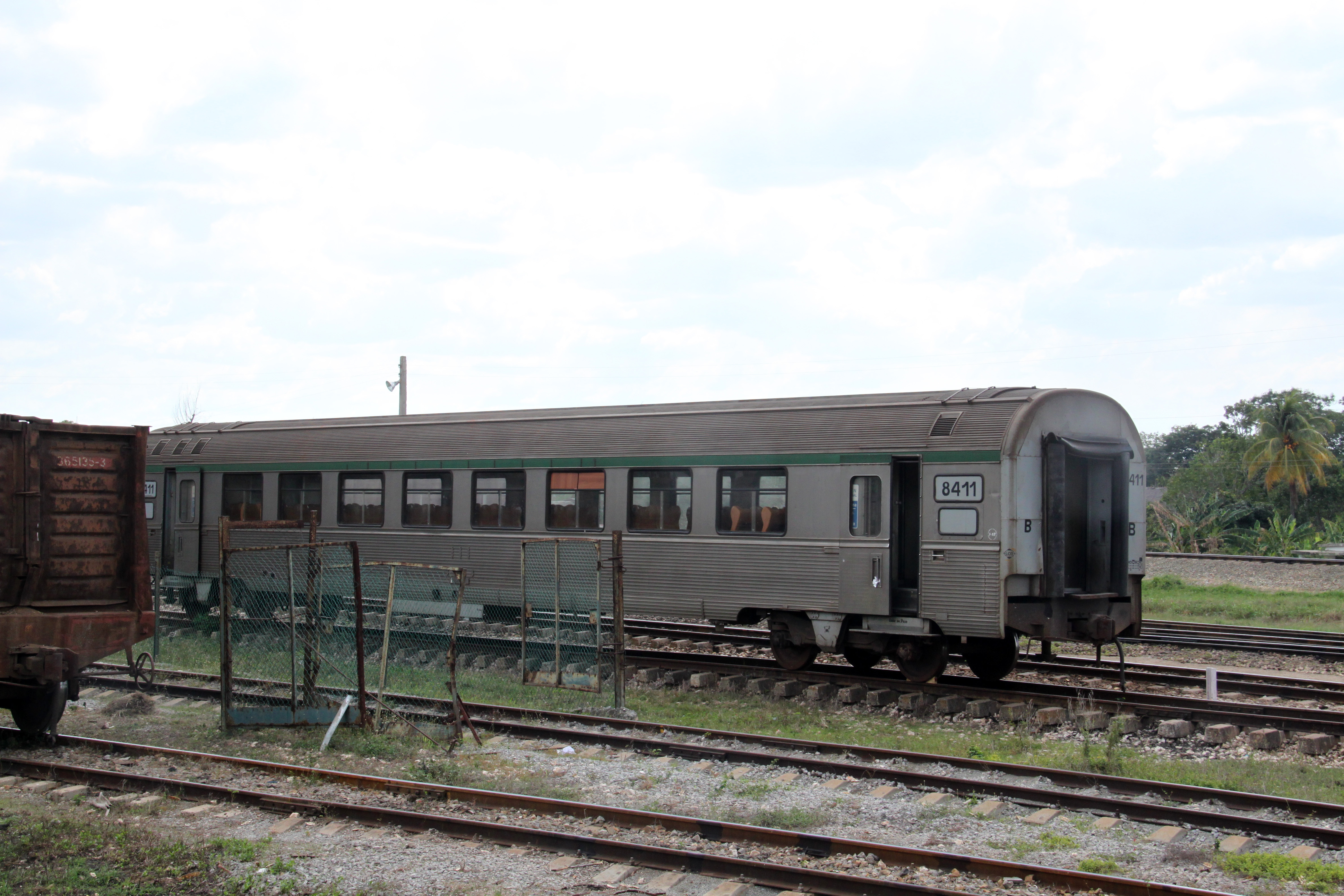
Het emplacement van Las Tunas

- Amancio
- Colombia
- Jesús Menéndez
- Jobabo
- Las Tunas (La Victoria)
- Majibacoa (Calixto)
- Manatí
- Puerto Padre

Artemisa · Camagüey · Ciego de Ávila · Cienfuegos · Guantánamo · Granma · Havana · Holguín · Las Tunas · Matanzas · Mayabeque · Pinar del Río · Sancti Spíritus · Santiago de Cuba · Villa Clara